# Аденомиоза
Аденомиоза је стање у којем се ткиво слузокозе материце (ендометријум) може развиити у мишићном слоју материце (миометријуму). Најчешће се јавља код вишеротки и код жена између 36 и 45 година. Уобичајени симптом је продужено, обилно менструално крварење праћено појавом бола.

## Разлика између аденомиозе и ендометриозе
Иако су аденомиоза и ендометриози на први поглед слична болести измеђуњих постоји разлика. Код аденомиозе ткиво ендометријума се уграђује у околне мишиће материце, док се код ендометриозе ендометријум налази  изван миометријума и ендометријума (јајници, јајовод, лигаменти, грлић материце, дебело и танко црево, уретер, вагинални септум).

## Епидемиологија
Новији подаци указују да је преваленција ендометриозе од 20 до 35%.

## Етиологија
Узрок аденомиозе је непознат,  иако је повезан са различитим траумама које у неком тренутку могу да пробију баријеру између ендометријума и миометријума, укључујући царски рез , лигацију јајовода , побачај или  било који облик  трудноће.
Као један од разлог зашто је аденомиоза чешћа код жена између 35 и 50 година старости  наводи се вишак естрогена који је присутан код жена те доби. До 35. године жене обично престају да стварају константну количину прогестерона , хормона који се супротставља анаболичком деловању естрогена. Када пређу 50. годину, због почетка менопаузе , жене престају да производе одговарајуће количине естрогена, и од тих година је и мања учесталост ендометриозе.

## Клиничка слика
У неким случајевима симптоми аденомиозе су једва приметни или се не разликују од уобичајених менструалних грчева или болова, док се у 30% случајева не јављају симптоми.
Најчешћи симптоми аденомиозе су:
- менорагија или хиперменореја - обилна и продужена менструална крварења,
- дисменореја - болна менструација,
- метрорагија - нередовна и честа крварења различитог интензитета која нису повезана са менструацијом,
- грчеви у трбуху,
- болна осетљивост трбуха због повећања материце,
- диспареунија - болни однос.

## Дијагноза
Коначна дијагноза аденомиозе поставља се искључиво хистолошком потврдом, али се на аденомиозу може посумњати већ након гинеколошког прегледа. 
- Хистопатолошка потврда аденомиозе

Пре одласка на преглед, женама које сумњају на аденомиозу препоручује се да:
- редовно записују њихове симптоме,
- прате трајање и обим менструације,

Гинеколог ће пре прегледа прво узети анамнезу везану за симптоме које доживљава болнесница и лекове које је корситила (а који би могли утицати на појаву симптома). 
Већ након првог физичког прегледа уочава се повећање материце. Након тога изводе се допунска испитивања:
Ултразвучни преглед
Ова метода може показати увећану материцу, разлике између предњег и задњег зида материце са израженим задебљањем задњег дела, инклузије унутар миометријума (цисте, лакуне), поремећаје снабдевања крвљу,
Магнетна резонантна томографија
Ова метода се користи ако ултразвук не може да пружи јасну и чисту слику материце, јер метода има високу специфичност и осетљивост.

## Терапија
Аденомиоза се може дефинитивно излечити само хируршким уклањањем материце. Како аденомиоза реагује на репродуктивне хормоне, постепено се смањује након менопаузе када се смаљи и проидукција хормона. 
Код жене у репродуктивним годинама, аденомиозом се обично може управљати са циљем да се обезбеди ублажавање болова, ограничи напредовање процеса и смањи значајно менструално крварења.

### Лекови

#### Нестериоидни антиинфламаторни лекови (НСАИЛ)
Нестериоидни антиинфламаторни лекови као што су ибупрофен и напроксен, обично се користе заједно са другим терапијама за ублажавање болова. НСАИЛ инхибирају производњу простагландина смањењем активности ензима циклооксигеназе. Показало се да су простагландини првенствено индиковани за дисменореју или болне грчеве  у карлици повезане са менструацијом.

#### Хормони и хормонски модулатори
- Интраутерини уређаји или хормонална спирала која ослобађају левоноргестрел, попут Мирене, ефикасан су третман аденомиозе.[4] Они смањују симптоме узрокујући децидуализацију ендометријума, смањујући или елиминишући менструални ток. [5] Поред тога, помажу у регулацији естрогенских рецептора, јер хормоналние спирале смањују накупине ткива ендометријума унутар миометријума. То доводи до смањеног менструалног крвотока, помаже материци да се правилније контрахује и помаже у смањењу менструалних болова. Доказано је да употреба хормоналне спирале код пацијената са аденомиозом смањује менструално крварење, побољшава анемију и ниво гвожђа, смањује бол, па чак и резултује побољшањем аденомиозе са мањом материцом на медицинском снимању.[5][4]  У кратком периоду, код пацијента који могу толерисати хормоналну спиралу за лечење аденомиозе, настају  побољшања симптома и бољи квалитет живота и социјално благостање  у поређењу са женама које су подвргнуте хистеректомији.[5] Хормонске спирале су посебно погодне за особе којима је потребан ефикасан третман њихове аденомиозе, а да и даље одржавају будући потенцијал плодности. Најчешћи негативни нежељени ефекат хормонске спирале су нередовна менструална крварења.[5]
- Орални контрацептиви смањују менструалну бол и крварења повезана са аденомиозом. Ово може захтевати континуирану хормонску терапију ради смањења или уклањања менструалног тока. Орални контрацептиви могу чак довести до краткотрајне регресије аденомиозе.
- Прогестерон или прогестини:  се супротстављају естрогену и инхибишу раст ткива ендометријума. Таква терапија може смањити или елиминисати менструацију на контролисан и реверзибилан начин. Прогестини су хемијске варијанте природног прогестерона.
- Агонист хормона који ослобађа гонадотропин (ГнРХ) користе се за ублажавање симптомиа повезаних са аденомиозом . Овуи лекови су показали одређени ефекти, мада је за сада спроведен релативно мали број студуја.[6] Како је дуготрајна употреба аналога ГнРХ често повезана са тешким нежељеним ефектима, губитком густине костију и повећаним ризиком од кардиоваскуларних догађаја, ови лекови нису прихватљиви за младе жене.[7]

### Хирургија
Хируршко лечење аденомиозе је подељено у две категорије: поступке који штеде материцу и поступке који не штеде материцу. 
- Поступци који штеде материцу су хируршке операције које не укључују потпуно хируршко уклањање материце. И док неки поступци који штеде материцу могу утицати на побољшање плодности или задржавања способности ношења трудноће до краја, други погоршавају плодност или чак резултују потпуном стерилношћу.

- Поступци који не штеде материцу, по дефиницији, укључују хируршко уклањање материце и последично ће сви резултиовати потпуном неплодношћу.[5]

## Прогноза
Аденомиоза се не сматра животно опасном болешћу, али сигурно може утицати на квалитет живота. Стање се може правовремено открити на гинеколошком прегледу и успешно лечити.